# 蒂尔科
蒂尔科是德国梅克伦堡-前波美拉尼亚州的一个市镇。总面积14.61平方公里，总人口402人，其中男性209人，女性193人（2011年12月31日），人口密度28人/平方公里。